# Homaemota duboulayi
Homaemota duboulayi är en skalbaggsart som beskrevs av Francis Polkinghorne Pascoe 1866. Homaemota duboulayi ingår i släktet Homaemota och familjen långhorningar. Inga underarter finns listade i Catalogue of Life.